# Гіртів закон
Гі́ртів зако́н (також «зако́н Гі́рта — Ілліча́-Сві́тича») — акцентуаційний закон у балто-слов'янських мовах, що його 1895 року відкрив Г. Гірт. Визначення закону видозмінювали Г. Педерсен, Й.Ю. Міккола (1913), Т. Лер-Сплавінський (1928), Дж. Бонфанте, В. А. Дибо (1961), але суть його остаточно сформулював В. М. Ілліч-Світич, а саме: наголос у слові відтягувався ліворуч, якщо після голосівки складу, на який пересувається наголос, відразу був ларингал. Як наслідок, нова наголошена голосівка подовжувалася.
Закон можна сконвертувати так: хНхˡ > x̄ˡх, де Н — ларингал, х — звичайна голосівка, x̄ — довга, x̄ˡ / хˡ — наголошена.

## Історія

### Приклади
Перший перелік слів, де діяв Гіртів закон, склав сам Г. Гірт, згодом його доповнили Й. Ю. Міккола й Т. Лер-Сплавінський:
- пра-і.є. *gʷrih3-u̯áh2 «грива, шия» > прасл. *gri̋va >… укр. гри́ва, сербохорв. grȉva, словен. gríva, болг. гри́ва, латис. grĩva, але скр. grīvā́ IAST;
- пра-і.є. *dʰuh2-mós «дим» > прасл. *dy̋mъ >… укр. дим, сербохорв. dȉm, рос. дым, чеськ. dým, лит. dū́mai, латис. dũmi, але скр. dhūmáḥ IAST, дав.-гр. θῡμός;
- пра-і.є. *puh1-ró-s > прасл. py̋rъ >… сербохорв. pȉr, чеськ. pýr, лит. pū̃ras, але скр. pūráḥ IAST, дав.-гр. πῡρός;
- пра-і.є. *dl̥h1gʰ-ó-s «довгий» >… укр. дóвгий, сербохорв. dȕg, лит. ìlgas, латис. il̃gs, але скр. dīrgháḥ IAST, дав.-гр. δολιχός;
- пра-і.є. *pl̥h1-nó-s «повний» > прасл. *ˈpī́lnu >… сербохорв. pȕn, лит. pìlnas, латис. pil̃ns, але скр. pūrṇáḥ IAST;
- пра-і.є. *deh2iu̯er- «дівер» > прасл. dě̋verь >… укр. ді́вер, сербохорв. dȅvēr, рос. де́верь, лит. díeveris, dieverìs, латис. diẽveris, але скр devā́ IAST, дав.-гр. δᾱήρ.

Інші приклади:
- пра-і.є. *rodiHláH >… укр. (на)роди́ла;
- пра-і.є. *gʷrih3-u̯áh2 >… укр. гри́ва;
- пра-і.є. *mah-tḗr >… укр. мáти;
- пра-і.є. *u̯ih-ró-s >… лит. výras «чоловік»;
- пра-і.є. *tḷh2-tʰó-m >… лит. tìltas «міст»;
- пра-і.є. *i̯uh-tí >… латис. jũts;
- пра-і.є. *ĝnoh3-tí >… латис. znuõts;
- пра-і.є. *h2u̯eh1-i̯ú-s >… лит. vė́jas «вітер», латис. vẽjš «так само»;

Гіртів закон не діяв, якщо:
1. Ларингал був пов'язаний з дифтонгом: пра-і.є. *tenHu̯ós >… латис. tiêvs;
2. Голосівка попереднього складу була довгою;
3. Ларингал був на початку складу: пра-і.є. *pHiláH >… укр. пилá.
4. Ларингал був між приголосними: пра-і.є. *golHwáH >… лит. galvà.

### Відносна хронологія
Гіртів закон діяв після Вінтерового, адже наголос не пересунувся на новоутворені довгі голосні:
- пра-і.є. *pedóm > *pēdóm >… латис. pēdá;

### Наслідок
Унаслідок дії Гіртового закону наголос пересунувся на передостанній склад у багатоскладових іменниках *-ā основи.